# Hans Künzle
Hans Cedric Künzle  (* 1961) ist ein Schweizer Versicherungsmanager.

## Leben
Hans Künzle studierte an der Universität Zürich Rechtswissenschaft und promovierte 1990 mit der Arbeit Dienstleistungsfreiheit und schweizerische Versicherungsunternehmen in der EG bei Max Keller und Moritz W. Kuhn. Nach kurzer Tätigkeit am Bezirksgericht in Bülach nahm er 1989 eine Arbeit bei der Winterthur Versicherungen auf. Von 1995 bis 2004 hatte er verschiedene Leitungsfunktionen in der Schweiz und in Europa inne. Er war unter anderem CEO der Winterthur in Tschechien und verantwortlich für den Bereich Mergers & Acquisitions auf Konzernebene. 2004 trat er in die Nationale Suisse ein und nahm per 1. Januar 2005 den Vorsitz der Geschäftsleitung (CEO) ein. Die Nationale Suisse wurde 2014/2015 von den Helvetia Versicherungen übernommen, Künzle trat per Ende 2014 zurück und ist im Verwaltungsrat der Helvetia als Vizepräsident tätig.
Künzle war in verschiedenen Verwaltungsratspräsidien bei Tochtergesellschaften der Nationale Suisse Gruppe. Er war Verwaltungsrat bei der CSS Versicherung. Ferner war er im Vorstand des Schweizerischen Versicherungsverbands und Stiftungsrat der Behindertenstiftung Stiftung MyHandicap. Von 2015 bis 2023 war er Präsident von UNICEF Schweiz und Liechtenstein, Nachfolger wurde Christian Levrat.

## Schriften
- Dienstleistungsfreiheit und schweizerische Versicherungsunternehmen in der EG. Schulthess, Zürich 1991 (auch Dissertation 1990).[2]